# Froelichia procera
Froelichia procera är en amarantväxtart som först beskrevs av Moritz August Seubert, och fick sitt nu gällande namn av Troels Myndel Pedersen. Froelichia procera ingår i släktet Froelichia och familjen amarantväxter. Inga underarter finns listade i Catalogue of Life.